# Lissonota conferta
Lissonota conferta är en stekelart som beskrevs av Henry Keith Townes, Jr. 1978. Lissonota conferta ingår i släktet Lissonota och familjen brokparasitsteklar. Utöver nominatformen finns också underarten L. c. guttula.